# Клей ПВА
Клей ПВА (поливинилацетат) — дисперсия поливинилацетата в воде с пластификатором и специальными добавками. Обладает характерным слабым запахом. Применяют для склеивания различных материалов друг с другом.

## Наиболее распространённые виды
- Клей ПВА бытовой (обойный) применяется для склеивания изделий из бумаги, для приклеивания бумажных и моющихся обоев на бумажной основе на оштукатуренные, деревянные и бетонные поверхности. По внешнему виду представляет собой однородную, без комков, массу белого или кремового цвета. Морозостойкость бытового клея ПВА составляет 6 циклов замораживания-оттаивания при −40 °C.
- Клей ПВА канцелярский (ПВА-К) применяется для склеивания бумаги, фотобумаги, картона. По внешнему виду представляет собой вязкую жидкость белого или слегка желтоватого цвета, без комков и механических включений; допускается поверхностная плёнка. Клей неводостоек, неморозоустойчив.
- Клей ПВА универсальный (ПВА-МБ) применяется для склеивания изделий из дерева, бумаги, картона, кожи, для приклеивания бумаги, ткани на деревянные, стеклянные, металлические поверхности, в качестве компонента рецептур шпаклёвок, грунтовок, бетонных смесей на водной основе. По внешнему виду представляет собой вязкую массу белого или слегка желтоватого цвета, без комков и посторонних включений. Морозостойкость составляет 6 циклов замораживания-оттаивания при −20 °C.
- Клей ПВА-М — удешевлённая версия клея ПВА-МБ, имеет снежно-белый оттенок в отличие от кремового, характерного для ПВА. Консистенция слегка неоднородная — под верхним тонким прозрачным слоем «воды» — снежно-белая масса. Применяется для склеивания дерева, бумаги, картона. Производители не рекомендуют использовать его для склеивания стекла, фарфора, кожи и др.[источник не указан 2735 дней]
- Дисперсия поливинилацетатная гомополимерная грубодисперсная (Дисперсия ПВА) — водный раствор полимера, стабилизированный защитным коллоидом, как правило, другим высокомолекулярным соединением (например, поливиниловым спиртом), отличается высокой клеящей способностью. Основа для приготовления клея ПВА. Бывает двух видов: непластифицированная (Д51С, Д51В) и пластифицированная (ДЭ51/10С, ДФ51/15В). В качестве пластификатора используется ЭДОС или Дибутилфталат (ДБФ). По внешнему виду Дисперсия ПВА представляет собой вязкую жидкость белого или слегка желтоватого цвета (желтизну придаёт в основном пластификатор), без комков и посторонних механических включений; допускается поверхностная плёнка. Пожаробезопасна. Токсичные свойства 3 класс (вещество умеренно-опасное). Морозостойкость непластифицированной дисперсии составляет 4 цикла замораживания-оттаивания. Дисперсия ПВА находит широкое применение:

- в строительстве, как добавка в строительные растворы;
- в стекольной, текстильной, полиграфической, обувной и кожевенной промышленности;
- в производстве вододисперсионных художественных (Темпера ПВА) и строительных красок, сигарет, упаковок, технотканей, бытовой химии;
- при склеивании дерева, бумаги и картона.

Добавление в строительные растворы ПВА повышает адгезию растворов к основам и пр., придаёт пластичность, увеличивает прочность конечного изделия.

## Свойства
- Механизм склейки основан на частичном пропитывании поверхности клеем. Поверхности, которые не смачиваются и не пропитываются водой, клей ПВА клеит крайне плохо[1].
- Высокая морозостойкость клеевого соединения, низкая морозостойкость самой ПВА-дисперсии (не допускает замерзания)[источник не указан 2735 дней].
- Хорошая клеящая способность (по ГОСТу (ГОСТ 18992-80) должна составлять не менее 400 Н/м для первых сортов, 550 Н/м для высших сортов).
- Нетоксичен, пожаро- и взрывобезопасен.
- Разводится водой. После полимеризации — набухает, но не растворяется (не отстирывается). Полимеризованная часть растворима в уксусной кислоте и многих органических растворителях: ацетоне, метаноле, этилацетате, бензоле, дихлорметане и др.
- Тонкий слой клея ПВА на бумаге практически незаметен, что удобно при склейке бумажных моделей и поделок. В частности, с использованием клея ПВА можно работать в кусочной технике папье-маше.
- При застывании стекленеет с малой усадкой, но не становится излишне хрупким, что позволяет заполнять просветы до нескольких миллиметров.
- При истечении срока годности расслаивается на две фракции (сверху прозрачная жидкость — «вода», внизу густая белая сметанообразная масса поливинилацетат). После крайне тщательного взбалтывания возможно повторное применение. Однако клей с истёкшим сроком годности не может долго оставаться в виде коллоидного раствора и быстро расслаивается обратно на фракции[источник не указан 2735 дней].

## Указания по применению
Перед применением клей следует тщательно перемешать; далее нанести с помощью кисти тонким слоем на одну из склеиваемых поверхностей, соединить с другой и плотно прижать. Работы с клеем рекомендуется проводить при температуре воздуха не ниже +6 °C и относительной влажности не более 80 %.